# Barão do Paço da Figueira
Barão do Paço da Figueira é um título nobiliárquico criado por D. Luís I de Portugal, por Carta de 19 de Fevereiro de 1883, em favor de Manuel dos Santos Júnior.
Titulares
1. Manuel dos Santos Júnior, 1.º Barão do Paço da Figueira.